# Hansjürgen Reinicke

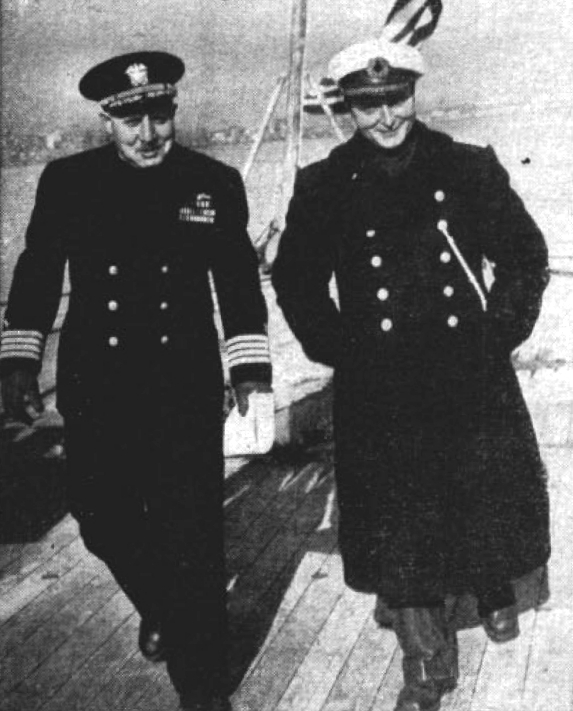
Kapitän zur See Reinicke, rechts neben U.S. Navy Captain Arthur H. Graubart an Deck der Prinz Eugen. Ca. Februar 1946 im Philadelphia Naval Shipyard, Pennsylvania (USA).

Hansjürgen, auch Hans-Jürgen, Reinicke (* 10. August 1902 in Frankfurt am Main; † 29. Januar 1978 in Wuppertal) war ein deutscher Kapitän zur See der Kriegsmarine.

## Leben
Hansjürgen Reinicke trat 1922 in die Reichsmarine ein. Am 1. Juli 1928 zum Oberleutnant zur See befördert, war er 1931 als Lehrer an der Torpedoschule in Flensburg.
Als Kapitänleutnant (Beförderung am 1. Juni 1934) war er von September 1934 bis September 1936 Kommandant des Torpedobootes Möwe. Unter seinem Kommando wurden mehrere Auslandsreisen durchgeführt und ab August 1936 war die Möwe im Rahmen der sogenannten Neutralitätspatrouillen vor den spanischen Küsten eingesetzt. Anschließend kam er als Admiralstabsoffizier zum Befehlshaber der Panzerschiffe.
Ab August 1938 diente er als Referent im 1/Skl (Operationsabteilung  bis Juli 1941 unter Vizeadmiral Kurt Fricke) im OKM. Ab Anfang 1939 war er mit der Überlegung für die Besetzung Norwegens betraut. Als Operationsoffizier war er in der Planung für das Unternehmen Seelöwe eingebunden. Für das Unternehmen hatte er im Auftrag vom Oberkommandierende der Kriegsmarine, Erich Raeder, eine Studie erstellt. Referent blieb er bis Dezember 1941 und galt u. a. neben Heinz Assmann, ebenfalls Referent in 1/Skl, und Werner Pfeiffer als ein Angehöriger der operativ entscheidenden Teams in der Seekriegsleitung. Ab Dezember 1941 war er bis zur Auflösung der Dienststelle Anfang Juni 1942 unter dem Befehlshaber der Schlachtschiffe, Vizeadmiral Otto Ciliax, Erster Admiralstabsoffizier. Als Ende 1941/Anfang 1942 das Unternehmen Cerberus geplant wurde, war er, wie auch sein ehemaliger Vorgesetzter Fricke und sein aktueller Vorgesetzter Ciliax, für die Kriegsmarine im Planungsstab. Von Oktober 1942 bis Februar 1943 war er Erster Admiralstabsoffizier des Flottenkommandos.
Im Februar/März 1943 war er kurz Kommandant des Zerstörers Z 28. In Berlin war Reinicke in der Zeit als Kommandant des Zerstörers einer der ersten Bewohner der Marinesiedlung im Berliner Bezirk Steglitz-Zehlendorf. Ab März 1943 war er Erster Admiralstabsoffizier des Befehlshabers der Kampfgruppen und blieb dies bis Anfang 1944.
Am 1. April 1943 wurde er Kapitän zur See. Anfang Januar 1944 übernahm er das Kommando über den Schweren Kreuzer Prinz Eugen. Unter seinem Kommando nahm das Schiff an keinen größeren Kampfhandlungen teil und lag ab Ende April 1945 aufgrund von Treibstoffmangel in Kopenhagen, wo der Kreuzer auch zu Kriegsende lag. Am 21. April 1945 erhielt Reinicke noch das Ritterkreuz des Eisernen Kreuzes verliehen. Mit der deutschen Kapitulation kam der Kreuzer, der als einzige schwere Einheit der deutschen Kriegsmarine den Zweiten Weltkrieg überstanden hatte, in Kopenhagen zunächst formell unter das Kommando des US-amerikanischen Captain Arthur Harrison Graubart. Im Dezember 1945 fiel das Schiff dann per Losentscheid als Kriegsbeute an die Amerikaner. Ab dem 5. Januar 1946 war es offiziell in den Bestand der US Navy eingereiht und hatte den Namen USS Prinz Eugen (IX-300) erhalten. 574 deutsche Besatzungsmitglieder verblieben weiterhin auf dem Schiff, um die an Bord befindlichen Angehörigen der US Navy in die technischen Belange einzuweisen. Am 13. Januar 1946 überführte man das Schiff nach Philadelphia. Bis 1. Mai 1946 blieb aber Reinicke deutscher Kommandant des Schweren Kreuzers. Am 1. September 1946 wurde er aus der Kriegsgefangenschaft entlassen.
Später gehörte Reinicke dem Naval Historical Team an, welches von Graubart als Deutschland-Chef des Office of Naval Intelligence geführt wurde. 1952 wurde die Gruppe aufgelöst.
Sein Sohn diente als Seekadett bei den Marinefliegern der Bundesmarine und war Anfang 1956 mit den ersten deutschen Kadetten zur Ausbildung in den USA. Dieser Aufenthalt verursachte Kritik, sodass sein Sohn Klaus einen Brief an seinen Vater schrieb. Die Ausbildung in den USA wurde durch die Kadetten aufgrund des Aufbaus – u. a. musste eine 14-tägige Infanterieausbildung absolviert werden – und die festgelegte Strenge kritisiert, sodass Karl-Adolf Zenker und Walter Gaul, als Reinicke bekannte Personen, direkt von diesem angesprochen wurden. Reinicke bemühte sich den Vorfall nur im Rahmen eines gewissen Personenkreises auszutauschen. In der Folge wurde die Ausbildung angepasst.
Er war u. a. Geschäftsführer der Arbeitgeberverbände Wuppertal, des Arbeitgeberverbandes der Chemischen Industrie im Bergischen Land und des Verbandes von Arbeitgebern im bergischen Industriebezirk.
Am 15. April 1970 erhielt er für seinen Einsatz als Geschäftsführer von den unterschiedlichen Arbeitgeberverbänden das Verdienstkreuz 1. Klasse.